# Naufrage du Sobral Santos II
Pour les articles homonymes, voir Sobral.
Le naufrage du Sobral Santos II est l'une des pires tragédies fluviales de l'histoire du fleuve Amazone. Le bateau est un ferry qui navigue sur l'Amazone, au Brésil. En 1981, à la suite de négligences ayant poussé à surcharger le bateau, celui-ci coule à Óbidos (Pará), entrainant la mort de plus de 300 personnes.

## Le navire
Le Sobral Santos II est un ferry construit en 1957 avec une puissance de 600 chevaux HP. Il appartient à la société brésilienne de transports maritimes Onzenave. Avant l'accident, il est considéré comme « le bateau le plus sûr de la région ». Construit en fer, il est confortable, rapide et possède une zone de loisirs sur le troisième pont.

## Naufrage
Le samedi 19 septembre 1981, après 3 h du matin, alors qu'il effectue son trajet hebdomadaire entre Santarém et Manaus, le ferry coule dans le port d'Óbidos. Le bateau est trop chargé. En plus de ses 200 tonnes, correspondant à sa capacité maximale, le navire charge 200 tonnes supplémentaires de deux autres navires en panne (le Miranda Dias et l'Emerson). En outre, il embarque une centaine de passagers en plus, passagers qui n'apparaissent pas sur la liste des personnes officiellement enregistrées. Déstabilisé par le poids de la cargaison mal attachée, le bateau chavire, alors qu'il est amarré dans le port. Le mouvement de panique des passagers accélère le mouvement de bascule ; le ferry coule en moins de 10 minutes,. Le navire se pose sur le fond, à 130 m de profondeur.
Le nombre exact de morts est inconnu. La profondeur et le courant ont gêné le sauvetage et de nombreuses victimes sont portées disparues. L'estimation est à plus de 300 personnes mortes, avec des centaines de corps et de parties de corps jamais identifiés. Sur les 500 personnes estimées avoir été à bord, au moins 178 ont survécu, comme l'a rapporté le capitaine, Elio Palhares, ce jour-là,.
Une partie des victimes sont enterrées dans une fosse commune dans le cimetière d'Óbidos.

## Conséquences

### Absence de procès
Les propriétaires du navire, les frères Calil et Taufic Miguel Mourão, étaient présents sur le ferry la nuit du naufrage. Ayant survécu, ils ont, à l'époque, affirmé que la panique des passagers était la raison principale de la catastrophe.
Malgré le nombre élevé de victimes, il n'y a eu aucune enquête sérieuse sur la tragédie et aucun procès n'a eu lieu. À ce jour, personne n'a été jugée responsable de l'accident,.
Dans les années qui ont suivi, le port d'Óbidos est surnommé le cais Fantasma (le « Quai Fantôme »).

### Le sort du bateau
Trois mois après le chavirage, l'épave du Sobral Santos II est repêchée. Il est remis à flot deux ans plus tard. Il est vendu et le nouveau propriétaire le rebaptise Cisne Branco (« Cygne Blanc »). Toujours en activité, il est autorisé à transporter 232 passagers et 160 tonnes de fret (contre les 500 passagers et 200 tonnes à l'origine).

## River Monsters: Le Titanic de l'Amazone
Une théorie attribue la disparition de nombreuses victimes à l'activité des poissons, en particulier aux piranhas.
En 2014, le pêcheur et biologiste britannique Jeremy Wade se rend à Óbidos pour enquêter sur le rôle que les espèces de poissons locales ont pu jouer dans la perte de vies humaines lors de cette catastrophe. Ses découvertes ont été documentées dans l'épisode de la série River Monsters intitulé Le Titanic de l'Amazone (Amazon Apocalypse). Après avoir enquêté sur de nombreuses possibilités, Wade a conclu que les coupables étaient probablement des hordes de piraiba et de poisson-chat à queue rouge, attirés par l'activité d'une usine rejetant des déchets de poissons à proximité, et probablement rejoints par le piranha noir et d'autres petits poissons carnivores (candiru açú et piracatinga). Il a émis l'hypothèse que les grands poisson-chat à queue rouge et piraiba ont entraîné les victimes en difficulté sous l'eau, où elles se sont noyées.